# Franz-Diffusionszelle
Die Franz-Diffusionszelle oder auch nur Franz-Zelle ist eine Apparatur, um die Wirkstofffreisetzung aus halbfesten Zubereitungen im Labor zu testen. Durch Verwendung dieser In-vitro-Methode können Tierversuche vermindert und neue Rezepturen von Salben oder Cremes kostengünstig getestet und verglichen werden.

## Aufbau
Die Zelle besteht aus Borsilikatglas und besitzt eine Donorkammer sowie eine Akzeptorkammer. Beide Kammern sind entweder durch eine synthetische Membran oder ein natürliches Produkt, wie Schweinehaut, voneinander getrennt. Die Donorkammer enthält das zu untersuchende halbfeste Produkt, wie z. B. eine Creme, Salbe oder ein Gel. Die Akzeptorkammer hingegen enthält ein Medium (meist wässrige Puffer oder Alkoholgemische), aus denen zu definierten Zeitpunkten Proben gezogen werden. Mittels kleiner Magnetrührer wird das Medium ständig gerührt. Die Zelle wird auf eine Temperatur von 32 °C temperiert, um die physiologische Temperatur der Haut zu imitieren.

## Durchführung
Die gezogenen Proben aus der Akzeptorkammer werden mit einer geeigneten Methode, z. B. UV-spektroskopisch oder mittels Hochleistungsflüssigkeitschromatographie (HPLC), vermessen. Zusammen mit der bekannten Größe der Membran kann die freigesetzte Menge Wirkstoff pro Quadratzentimeter ausgerechnet werden. Normalerweise werden die errechneten Werte für jeweils sechs Franz-Zellen gegen die Zeit aufgetragen. Das erhaltene Freisetzungsdiagramm ist ein Maß für die Freisetzungsgeschwindigkeit und kann Rückschlüsse auf die Rezeptur als auch die Wirkstoffdiffusion durch die Haut ermöglichen.